# Медведев, Павел Николаевич
Па́вел Никола́евич Медве́дев (23 декабря 1891 [4 января 1892], Санкт-Петербург — 18 июня 1938, Ленинград) — русский теоретик и историк литературы, критик, литературовед. Профессор Санкт-Петербургского университета. Активный участник трех уникальных событий русской культуры: Витебского «культурного Ренессанса» 1910-х—1920-х годов, феномена петербургского Передвижного театра, научно-философского «круга Бахтина».

## Биография

### Ранние годы (1892—1916)
Павел Николаевич Медведев родился в семье служащего Генерального штаба, личного почётного гражданина Николая Васильевича Медведева. В связи с переездом семьи в Бессарабию поступил во II Кишинёвскую классическую гимназию, которую окончил в 1909 году.
С 1909 по 1914 год Павел Николаевич — студент юридического факультета Санкт-Петербургского университета, одновременно он посещает ряд курсов на историко-филологическом факультете. С 1911 года начинает печататься в петербургских газетах и журналах по вопросам литературы, искусства и философии.
С 1915 года Медведев — на фронте Первой мировой войны; автор цикла военных репортажей из действующей армии («Под кровавой грозой») и статей на литературно-философские темы. В 1917 году в армии вступил в партию эсеров (трудовиков), но в 1918 году, из-за несогласия с политикой руководства, из партии вышел.

### Витебск
В 1917 году Медведев был избран в демократическую городскую думу и стал последним городским головой Витебска. После Октябрьского переворота Медведев занимается формированием в Витебске профессиональной гуманитарно-интеллектуальной среды, сотрудничает с Шагалом, Добужинским, Малевичем, Малько, выпускает городской журнал «Искусство»; по его инициативе начинает работать «Литературная студия». В 1918 году организует витебский Народный (Пролетарский) университет, в котором читает курс русской литературы и общества XIX века, издает «Записки Пролетарского университета», создает при университете «Общество свободной эстетики» и семинар по социологии.
По инициативе Медведева и Семёна Грузенберга возникает проект создания в Витебске Института гуманитарных наук и искусств, председателем оргкомитета которого избран Медведев. В 1919 году в лекторскую коллегию им приглашены философ Матвей Каган, филолог Лев Пумпянский. В руководимый Медведевым подотдел искусств, где уже работает И. И. Соллертинский, приглашён Валентин Волошинов.
С 1920 года начинается научно-философский диалог с переехавшим в Витебск Михаилом Бахтиным. Возникает содружество единомышленников, названное Бахтиным своим творческим «кругом». В соответствии с программой Института участники «Круга» начинают работать над проблемами новой теории словесного художественного творчества, что нашло отражение в монографиях Бахтина (1929), Волошинова (1929), Медведева (1928).
Несмотря на поддержку Луначарского, Институт создан не был, но круг единомышленников сохранился и продолжил свою работу в Петрограде.

### Петроград-Ленинград
В 1922 году Медведев возвращается в Петроград, где в том же году вышла его первая книга (в обложке Юрия Анненкова) — «Памяти Блока». Он приглашен в Петербургский Передвижной театр Гайдебурова и Скарской, который «должен быть причислен не к авангардистам (Мейерхольд) и не к завершителям классической художественной парадигмы (Станиславский), но — вместе с акмеистами, Элиотом, Рильке, Скрябиным, Ван-Гогом и им подобными до Иосифа Бродского включительно — к неотрадиционализму как одному из магистральных путей искусства нашего столетия». Он руководит репертуаром, редактирует журнал «Записки Передвижного театра» — не только театральный, но литературно-художественный журнал, отстаивающий преемственность петербургской культуры, закрытый цензурой в 1924 году.
В 1923 году Медведев избирается в Правление петроградского отделения Всероссийского союза писателей. Он становится ведущим критиком творческого объединения писателей-«попутчиков» «Содружество», в которое входили: Н. Баршев, Николай Браун, Всеволод Рождественский, Михаил Козаков, Борис Лавренёв, И. Оксенов, М. Фроман, А. Чапыгин, Д. Четвериков и другие.
В 1925 году Медведев избран научным сотрудником ИРЛИ (Пушкинского Дома), где работает над книгой о творческой истории драм и поэм Блока, спешит издать его «Дневник» и «Записные книжки», считая необходимым сохранить и защитить культурное наследие серебряного века. Выход этих книг в 1928—1930 годах стал значительным событием, а Медведев — признанным основоположником научного подхода к творчеству Александра Блока.
В конце 1920-х годов он заведует отделом художественной литературы Государственного издательства (Госиздата), куда входило издательство «Прибой», где, несмотря на арест Бахтина, публикует его книгу «Проблемы творчества Достоевского». Он также готовит к публикации роман в стихах Бориса Пастернака «Спекторский», побуждает Андрея Белого к написанию мемуаров «На рубеже двух столетий».
С 1928 году Медведев становится научным сотрудником Института истории литературы и языков Запада и Востока (ИЛЯЗВ), где с Владимиром Шишмарёвым организует и возглавляет секцию социологической поэтики и издает «Формальный метод в литературоведении. Критическое введение в социологическую поэтику» — итог многолетней работы (этому предшествовали непубликовавшиеся рукописи — «Методологические предпосылки истории литературы» и «Очерки по теории и психологии творчества», программы курсов лекций по теории литературы витебского периода, и ранние статьи 1910-х годов.
Но если спор с формалистами велся Медведевым на научной, а не на политической основе, о чём свидетельствует, в частности, его отказ выступить на обличительном собрании против формалистов, то он сам, обвиненный в «кантианстве, формализме и других видах самого чёрного мракобесия» А. Фадеевым, в то время руководителем воинствующей Российской ассоциации пролетарских писателей (РАПП), вынужден радикально поменять свои академические планы и методологию. Рукопись «Социологическая поэтика. Т.1. Тематика» осталась невостребованной. Вышедшие позднее «В лаборатории писателя» (1933) и «Формализм и формалисты» (1934) — уже отличаются от предыдущих публикаций.
Медведев преподаёт в Ленинградском университете (профессор с 1933 года), Педагогическом институте имени Герцена, Академии искусствознания, Военно-Политической Академии имени Толмачёва; читает доклады как в Пушкинском Доме, Филармонии и Доме учёных, так и перед рабочей и солдатской аудиторией, считая просветительство святой обязанностью интеллигента. В 1937 году он подготовил к печати первый в стране учебник для вузов по русской литературе конца XIX — начала XX века и хрестоматию к нему.
Приглашённый в 1936 году в Саранск для чтения лекций в Педагогическом институте и избранный куратором этого вуза, он договаривается о приёме на работу в институт политического ссыльного Бахтина.
13 марта 1938 года в Ленинграде Павел Николаевич Медведев арестован, конфискован ценнейший архив и ряд рукописей. Анатолий Краснов-Левитин, учившийся у Медведева в Институте имени Герцена и высланный из СССР за правозащитную деятельность, написал в книге воспоминаний «Лихие годы»: «…был арестован самый популярный из наших преподавателей, профессор Медведев, известный лектор, которого знал весь Ленинград. Почему? За что? Никто не знает…».
Пущен в размол уже набранный в издательстве учебник, всё опубликованное подлежало изъятию из библиотек. Письма в НКВД в защиту Медведева написали профессора Василий Десницкий, Н. К. Пиксанов, О. В. Цехновицер, писатели Вячеслав Шишков и Михаил Зощенко. О последних днях Медведева сохранилось свидетельство Николая Заболоцкого: «П. Н. Медведев не только сам не поддавался унынию, но и пытался по мере сил подбодрить других заключенных, которыми до отказа была набита камера».
Павел Николаевич Медведев был расстрелян 17 июля 1938 года. Место захоронения тела неизвестно. Реабилитирован в 1956 году.
22 ноября 2015 года в Санкт-Петербурге на фасаде дома 9 по набережной канала Грибоедова был установлен мемориальный знак «Последний адрес» Павла Николаевича Медведева.

### Семья
- Первая жена — Екатерина Петровна Медведева
  - Дочь — Наталья Медведева, актриса.
    - Внучка — Бельская, Галина Петровна, писательница.
- Вторая жена — Олимпиада Макаровна Медведева
  - Сын — Юрий Павлович Медеведев (1937—2013), историк культуры, редактор Ленфильма, кинокритик[18].

## Основные труды и переиздания
- Сб. «Памяти А. А. Блока». [Сост., предисловие и коммент. П. Медведева]— Пб.: Полярная звезда, 1922, 119 с. Содержание: Предисловие. — С. 3-4; Творческий путь А. А. Блока. — С. 11-71; Дни и дела Блока (биографическая канва). — С. 93-99; Автограф А. А. Блока — с. 105—106; Литература о Блоке. — С. 109—118
- Клюев Николай, Медведев П. Н. Пути и перепутья Сергея Есенина. — Л.: Прибой, 1927
- Драмы и поэмы Ал. Блока (Из истории их создания). — Л.: Издательство писателей в Ленинграде, 1928, 234 c.
- О дневниках Ал. Блока // Дневник Ал. Блока (1911—1913). Под ред. П. Н. Медведева. — Л.: Издательство писателей в Ленинграде, 1928. С. 7-14
- Формальный метод в литературоведении (Критическое введение в социологическую поэтику). — Л.: Прибой, 1928, 232 c. Последние переиздания: Medvedev, P.N. 2007 [1928]. Formaali metodi kirjallisuustieteessä: Kriittinen johdatus sosiologiseen poetiikkaan, trans. and ed. Tapani Laine and Mika Lähteenmäki. Tampere: Vastapaino. — ISBN 978-951-768-196-4. Medvedev, P.N. 2008 [1928]. La Méthode formelle en littérature, trans. and ed. Bénédicte Vauthier and Roger Comtet. Toulouse: Presses universitaires du Mirail — ISBN 978-2-85816-883-5
- Предисловие // Записные книжки Ал. Блока / Ред. и примеч. П. Н. Медведева. — Л.: Прибой, 1930, сс. 3-6, 205—251
- В лаборатории писателя. — Л.: Издательство писателей в Ленинграде, 1933, 213 с.
- Сб. «В лаборатории писателя».— Л.: Советский писатель, 1971, 392 с. Содержание: Павел Николаевич Медведев (Предисловие Е. Добина). — С. 3-7; Из книги «В лаборатории писателя». — С. 9-172; Из книги «Драмы и поэмы Ал. Блока» (Из истории их создания) — 173—294; Из книги «Формализм и формалисты». — С. 295—320; Пути и перепутья Сергея Есенина. — С. 323—363; Творчество Бориса Лавренева (Литературные дебюты). — С. 364—386; Библиография избранных трудов П. Н. Медведева [1921-1937]
- Проблема жанра [Отрывок из книги «Формальный метод…»] / вступит. заметка о П. Н. Медведеве Н. В. Гельфанд // Из истории советской эстетической мысли, 1917—1932. Сб. материалов / Сост. Г. А. Белая. М.: Искусство, 1980. — С. 418—424
- Воспоминания об Андрее Белом / Сост. и вступ. статья В. М. Пискунова; Худож. Г. Д. Расторгуев. — М.: Республика, 1995. С. 204—207
- Воспоминания П. Н. Медведева о Н. А. Клюеве // Вестник русского христианского движения (Париж-Нью-Йорк-Москва), № 171, 1995, с. 152—164; Николай Клюев и Павел Медведев. К истории диалога // Николай Клюев глазами современников. — СПб: Росток, 2005, с. 108—117 — ISBN 5-94668-031-5
- К 110-летию со дня рождения П. Н. Медведева: Медведев Павел. Русский Бранд // М. М. Бахтин в контексте мировой культуры. Специальный выпуск «ДКХ», 2003. № 1-2 (39-40). С. 193—199.
- Формальный метод в литературоведении [Отрывок из книги] //Эстетическое самосознание русской культуры: 20-е годы XX века. Антология / Сост. Г. А. Белая. М.: РГГУ — 2003. — С. 591—620. — ISBN 5-7281-0379-0
- Рецензии 1911—1912 гг. // Вопросы литературы, № 6, 2009. С. 194—203.
- Статьи о Л. Н. Толстом. // Звезда, № 11, 2010.
- Собрание сочинений: В 2 т. / Росток. — СПб., 2018.